# Charles S. Mott Prize
Der Charles S. Mott Prize war ein Forschungspreis, der zwischen 1979 und 2005 von der General Motors Cancer Research Foundation für herausragende Leistungen in der Erforschung der Ursachen von und Vorbeugung gegen Krebs vergeben wurde. Der Preis war mit 250.000 US-Dollar dotiert. Aufgrund wirtschaftlicher Schwierigkeiten des Mutterkonzerns wurde seine Vergabe eingestellt – genauso wie die des Kettering-Preis und des Alfred P. Sloan, Jr. Prize.

## Preisträger
| - 1979 Richard Doll - 1980 Elizabeth C. Miller, James A. Miller - 1981 Takashi Sugimura - 1982 Denis Parsons Burkitt - 1983 Bruce Ames - 1984 Robert Gallo - 1985 J. Christopher Wagner - 1986 Harald zur Hausen - 1987 R. Palmer Beasley, Jesse Summers - 1988 Alfred G. Knudson - 1989 Peter C. Nowell, Janet Rowley - 1990 Webster K. Cavenee, Raymond L. White - 1991 Peter K. Vogt - 1992 Brian MacMahon - 1993 Carlo M. Croce - 1994 Tony Hunter - 1995 Frederick P. Li, Joseph F. Fraumeni - 1996 Paul Modrich, Richard D. Kolodner - 1997 Judah Folkman - 1998 Suzanne Cory, Stanley J. Korsmeyer - 1999 Arnold J. Levine - 2000 Bert Vogelstein - 2001 Frank E. Speizer, Walter C. Willett - 2002 Richard Peto - 2003 Yuan Chang, Patrick S. Moore - 2004 Charles J. Sherr - 2005 Gerald N. Wogan | - 1979: R. Doll - 1983: B. N. Ames - 1984: R. C. Gallo - 1986: H. zur Hausen - 1988: A. G. Knudson - 1989: J. D. Rowley - 1994:Tony Hunter - 1995: J. F. Fraumeni - 1996: Paul Modrich - 2000: Bert Vogelstein - 2003: Yuan Chang und Patrick S. Moore |